# Amaliendorf
Amaliendorf ist eine Ortschaft und eine Katastralgemeinde von Amaliendorf-Aalfang im Bezirk Gmünd im niederösterreichischen Waldviertel mit 709 Einwohnern (Stand 1. Jänner 2024).

## Geografie
Der an drei Seiten von Wäldern umschlossene Ort ist über die nordwärts liegende Ortschaft Aalfang erreichbar, die an die Thayatal Straße angebunden ist. Weiters bestehen Verkehrsverbindungen zur Landesstraße L61 nach Haslau und nach Seyfrieds. Am 1. April 2020 umfasste die Ortschaft 429 Adressen.

## Geschichte

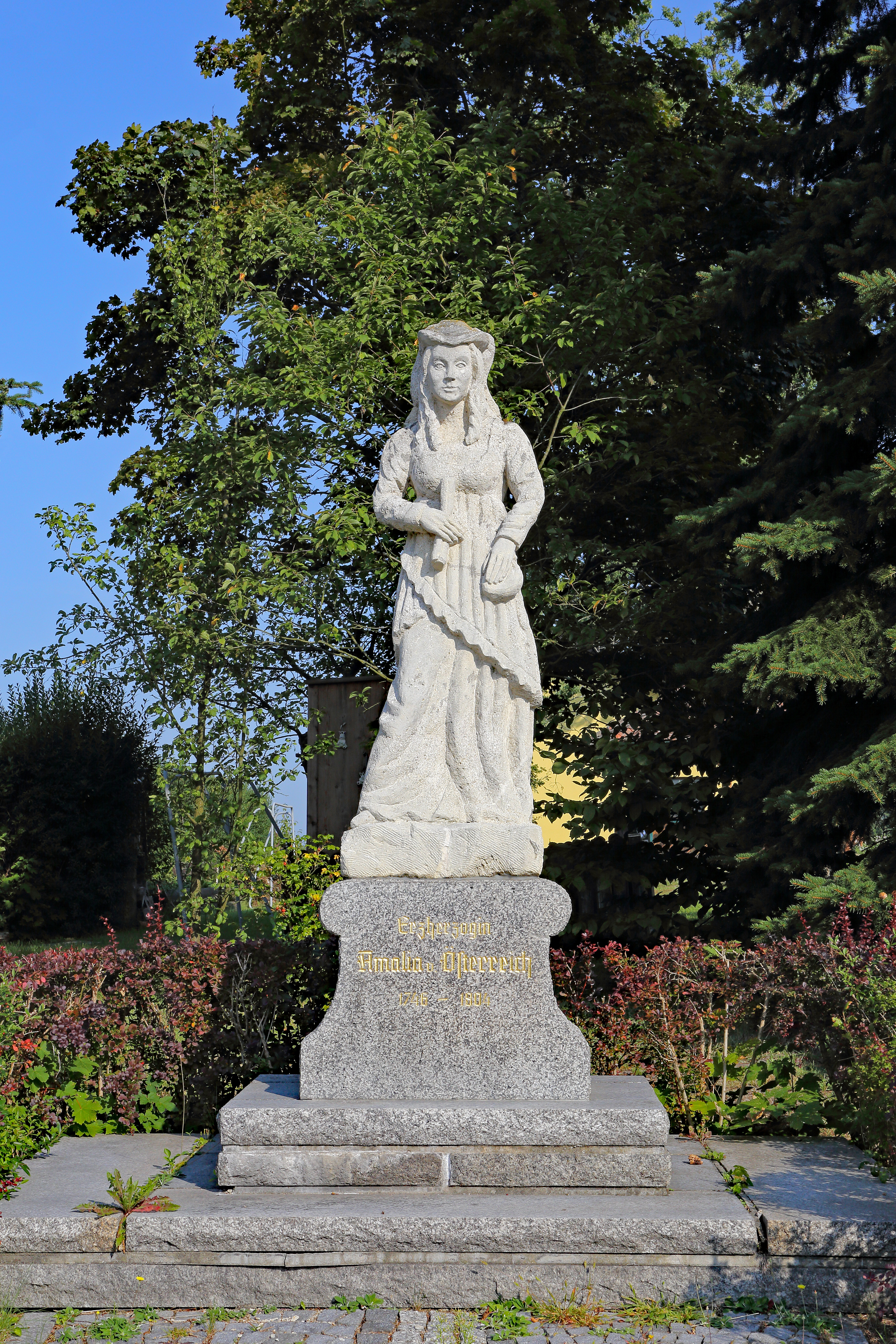
Erzherzogin Maria Amalia

Vinzenz Graf von Strassoldo, Besitzer der Herrschaft Schwarzenau, ließ 1799 den Wald parzellieren und verkaufte ihn mit der Auflage, den Wald zu roden und binnen dreier Jahre Häuser zu errichten. Namensgeberin für den Ort war Erzherzogin Maria Amalia, eine Tochter Maria Theresias, deren Obersthofmeister Strassoldo war. 1822 war Amaliendorf das größte Dorf im Waldviertel und erhielt 1850 den Status einer Gemeinde, der 1220 Einwohner angehörten. Damals wurde der Ort als Dorf mit 159 Häusern erwähnt, das nach Langegg eingepfarrt war, aber über eine Schule verfügte. Die Herrschaft Schwarzenau besaß die Ortsobrigkeit, übte die Landgerichtsbarkeit aus, besorgte die Konskription und hatte die Grundherrschaft inne. Da der karge Ertrag der Böden kaum ausreichte, bot sich als weitere Verdienstmöglichkeit eine Tätigkeit in der Textilindustrie: Um 1862 arbeiteten an die 90 Weber in Heimarbeit für die Weber-Faktorei Bock in Hoheneich. Nach dem Ersten Weltkrieg etablierte sich die Maschinenstickerei, wo auch Amaliendorf einige Betriebe vorweisen konnte.
Laut Adressbuch von Österreich waren im Jahr 1938 in der Ortsgemeinde Amaliendorf vier Bäcker, zwei Fleischer, ein Fuhrwerker, drei Gastwirte, sechs Gemischtwarenhändler, zwei Schneider, zwei Schuster, ein Tischler und ein Viktualienhändler ansässig. Des Weiteren gab es eine Manufaktur für Modewaren und vier Strickwarenerzeuger, darunter die Amaliendorfer Strickwarenfabrik.
Gegen Ende des Zweiten Weltkrieges wurden in Amaliendorf ungarische Juden zur Zwangsarbeit in der Strickwarenfabrik Kollenz angehalten. Der Ort vereinigte sich im Jahr 1968 mit der damaligen Gemeinde Eilfang zur Gemeinde Amaliendorf-Aalfang.

## Siedlungsentwicklung
Zum Jahreswechsel 1979/1980 befanden sich in der Katastralgemeinde Amaliendorf insgesamt 267 Bauflächen mit 53.145 m² und 107 Gärten auf 17.884 m², 1989/1990 waren es 266 Bauflächen. 1999/2000 war die Zahl der Bauflächen auf 980 angewachsen und 2009/2010 waren es 457 Gebäude auf 1010 Bauflächen.

## Öffentliche Einrichtungen
In Amaliendorf befindet sich ein Kindergarten und eine Volksschule.

## Sehenswürdigkeiten

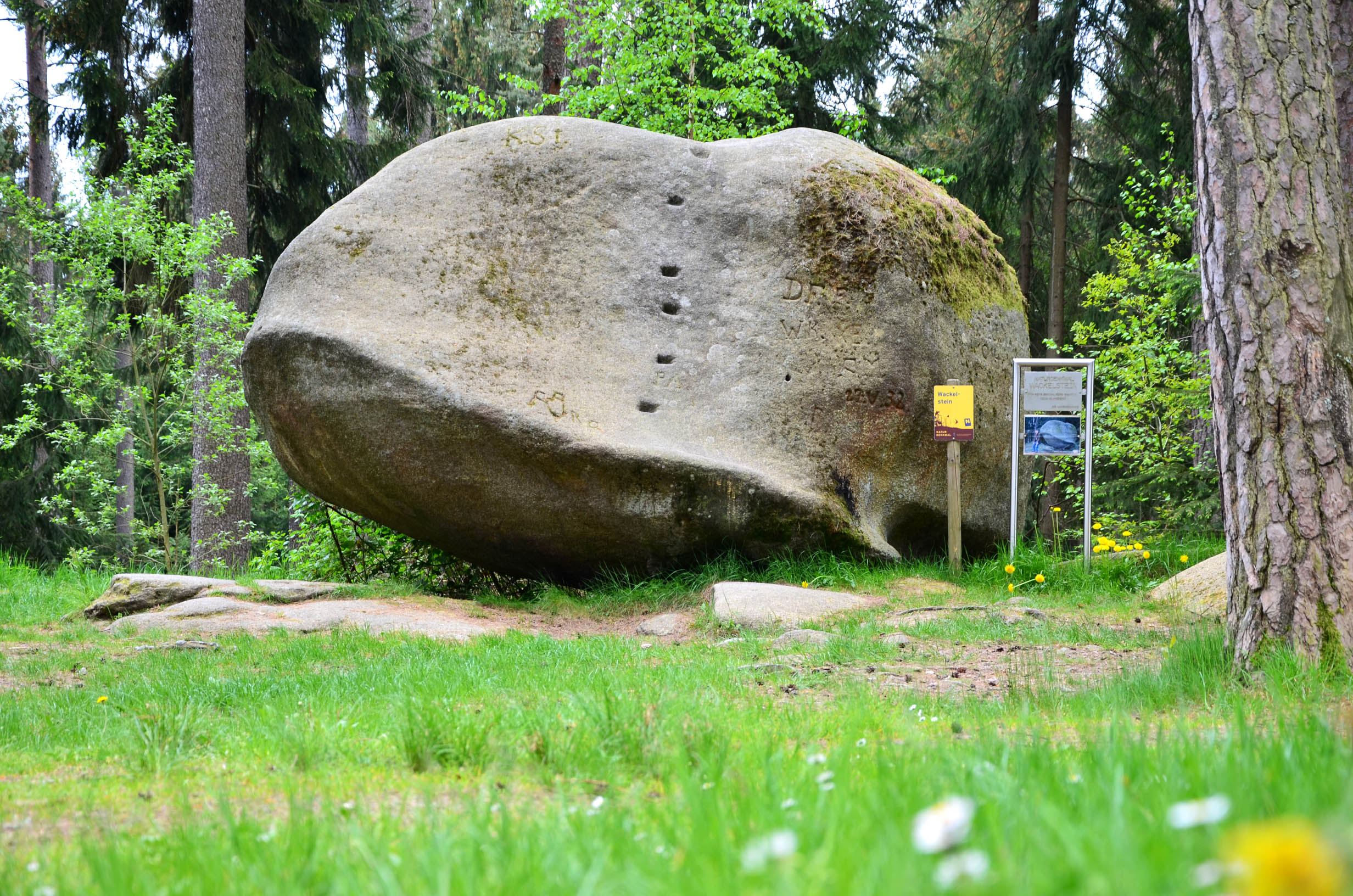
Wackelstein von Amaliendorf

- Die Ortskapelle zur Himmelfahrt Unserer Lieben Frau an der Durchfahrtsstraße wurde 1818 errichtet und unter Denkmalschutz (Listeneintrag).
- Der 105 t schwere Wackelstein von Amaliendorf.

## Landwirtschaft
Die Katastralgemeinde ist landwirtschaftlich geprägt. 143 Hektar wurden zum Jahreswechsel 1979/1980 landwirtschaftlich genutzt und es bestanden keine forstwirtschaftlich geführten Waldflächen. 1999/2000 wurde auf 100 Hektar Landwirtschaft betrieben und 4 Hektar waren als forstwirtschaftlich genutzte Flächen ausgewiesen. Ende 2018 waren 57 Hektar als landwirtschaftliche Flächen genutzt und Forstwirtschaft wurde auf 4 Hektar betrieben. Die durchschnittliche Bodenklimazahl von Amaliendorf beträgt 17,1 (Stand 2010).

## Persönlichkeiten
- Ernest Gabmann (* 1949), Unternehmer und Politiker (ÖVP)